# Polygonum molle
Polygonum molle D. Don – gatunek rośliny z rodziny rdestowatych (Polygonaceae Juss.). Występuje naturalnie w północnych Indiach, Nepalu, Bhutanie oraz Chinach (w regionie autonomicznym Sinciang).

## Morfologia
PokrójBylina dorastająca do 2–3 m wysokości. Pędy są nieco omszone.
LiścieBlaszka liściowa jest owłosiona i ma eliptycznie lancetowaty kształt. Mierzy 7–18 cm długości oraz 3–6 cm szerokości, jest falista na brzegu, o nasadzie od klinowej do uciętej i spiczastym wierzchołku. Ogonek liściowy jest nagi. Gatka ma rurkowaty kształt i dorasta do 5 cm długości.
KwiatyZebrane w wiechy, rozwijają się na szczytach pędów. Listki okwiatu mają podłużnie lancetowaty kształt i białawą barwę, mierzą do 2–3 mm długości.
OwoceTrójboczne niełupki osiągające 2–3 mm długości.